# Список відомих котів
Це список відомих котів, які досягли певного ступеня популярності як самі по собі, так і завдяки асоціації з кимось відомим.

## Знаменитий сам по собі

### Історичний космічний політ

#### Франція
Фелісетт — перша кішка, що здійснила суборбітальний політ, і єдина, хто вижив у космосі. Запуск відбувся у рамках французької космічної програми 18 жовтня 1963 року.

### У політиці

#### Канада
- Смокінг Стен, кіт, який балотувався на посаду мера Галіфакса, Нова Шотландія.[2]

#### Нова Зеландія
- Педдлс, новозеландська «Перша кішка», полідактиль, яка належить прем'єр-міністерці Джасінді Ардерн. [джерело?]

#### Росія
- Барсік, кіт, який балотувався на посаду мера міста Барнаул, Росія.[3] У 2016 році Барсик оголосив про свою кандидатуру на посаду президента Росії в 2018 році.[4]
- Мессі (пума)[ru], домашня пума, яка стала популярною в Instagram та YouTube у 2018 році.

#### Тайвань
- Шіан Шіан (Подумай Подумай)і Ах Цай, які належить Цай Інг-Вену, президенту Тайваню.

#### Об'єднане Королівство
- Боб, кіт Джеймса Бовена, якому він завдячує одужанням від героїнової залежності, і виконав головну роль у власному фільмі «Вуличний кіт на ім'я Боб».[5].
- Катмандо, кіт, який був офіційним лідером Офіційна жахлива безглузда чокнута партія з 1999 по 2002 рік
- Еві і Осся, офіційні ловці мишей (мати / син — відповідно) в Уайтхоллі в Лондоні з 2016 року. [джерело?]
- Фелікс, старший контролер шкідників на залізничній станції Гаддерсфілда з 2011 р.[6]
- Фрея, кішка, що служила в 2012—2014 роках головним мишоловом резиденції уряду Великої Британії. Належить колишньому канцлеру казначейства Великої Британії Джорджу Осборну і його родині. Виконувала обов'язки спільно з Ларрі
- Гарфілд імбир Том, відомий своїми відвідуваннями місцевого супермаркету Сейнсбері в Елі, Англія.[7] Його пригоди описуються на його сторінці у Facebook[8] та оприлюднюються у його власній книзі оповідань.[9]
- Гладстон, головний мишолов Королівської скарбниці Вайтголла в Лондоні з 2016 року. [джерело?]
- Гаміш МакХеміш, імбирний кіт, який жив у містечку Сент-Ендрюс, Файф, Шотландія. Став відомим на національному та міжнародному рівнях після публікації книги під назвою Хаміш МакХаміш із Сент-Ендрюса: Крутий кіт про місто
- Хамфрі, Головний Мишолов Резиденції Уряду 1989—1997 роках, названий на честь сера Хамфрі Епплбі, вигаданого персонажу британських телесеріалів Так міністр і Так прем'єр-міністр.
- Ларрі, Головний Мишолов Резиденції Уряду з лютого 2011 року
- Палмерстон, головний мишолов Міністерства закордонних справ та Співдружності з квітня 2016 року
- Пета, кішка, яка була Головним Мишоловом Резиденції Уряду Сполученого Королівства в період з 1964 року та іноді між 1969 і 1976 роками, за часів трьох прем'єр-міністрів. Вона була першою кішкою-самицею в цій ролі.
- Пітер, Головний Мишолов Резиденції Уряду 1929—1946; служив за часів п'ятьох прем'єр-міністрів та трьох монархів.
- Смадж, британська кішка, що працювала мишоловом у музеї Народного палацу в Глазго-Гріні, член профспілки
- Сибіл, Головний Мишолов Резиденції Уряду на період 2007—2009 років, названа в честь Сібіл Фолтена з телевізійного шоу Fawlty Towers, улюблениця тодішнього канцлера казначейства Алістер Дарлінг
- Вілберфорс, Головний Мишолов Резиденції Уряду з 1973 по 18 травня 1986 року. Служив під керівництвом чотирьох британських прем'єр-міністрів: Едварда Гіта, Гарольда Вільсона, Джима Каллагена та Маргарет Тетчер.

#### Сполучені штати Америки

Кіт Тигр 30 президента США Кальвіна Кулиджа, з охоронцем відділення ВМС Бенджаміном Фінком 25 березня 1924.

- Індія «Віллі» Буш, кішка президента США Джорджа Буша, названа, на ім'я Рубена Сьєра «Ель Індіо».
- Місті Маларки Ін Ян, сіамська кішка, яка належала Емі Картер і колишній вихованець колишнього президента США Джиммі Картера.
- Паффінс, кішка президента США Вудро Вільсона.[10]
- Сокс, бездомний кіт, усиновлений родиною президента Білла Клінтона, названий його дочкою Челсі.
- Сіамська кішка Шань належала доньці президента США Джеральда Форда Сьюзен.[11]
- Теббі та Діксі, коти Авраама Лінкольна. Одного разу Лінкольн зауважив, що Діксі «розумніша за весь мій кабінет».[12]
- Тайгер і Блекі, коти президента США Кельвіна Куліджа, коли він з родиною жив у Білому домі.[13]
- Том Кіттен, кіт президента США Джона Кеннеді і один з 15 домашніх улюбленців сім'ї Кеннеді.
- Дьюї Редмор Букс, бібліотечний кіт зі Спенсера, штат Айова, про якого говорилося в книзі 2008 року Дьюї: Бібліотечний котик маленького містечка, який торкнувся світу.
- Хенк, мейн-кун, який балотувався в Сенат штату Вірджинія на виборах у США у 2012 році. Він фінішував на третьому місці позаду переможця демократа Тіма Кейна.[14]
- Стаббс, кіт, який був почесним мером міста Талкітна, штат Аляска, з 1997 року до своєї смерті в 2017 році
- Солодкий Тарт, 9-річний таббі, був обраний на трирічний термін мером міста Омена, штат Мічиган, у липні 2018 року. Солодкий Тарт переміг інших претендентів серед яких був ще один кіт, 13 собак, коза, павич та курка. Двох собак, Діабло Шапіро та Панкіна Андерсона-Хардена, було обрано відповідно віце-мером та другим віце-мером.[15]

#### Україна
- Амбасадор — свійський кіт, на службі в Міністерстві закордонних справ України
- Кримський Том — кіт, знайдений британськими військовими в Севастополі під час Кримської війни, який привів їх до схованки із харчами, яка допомогла союзницьким солдатам витримати голод.
- Кіт Степан — кіт з Харкова, що отримав світову популярність у соцмережах через свій незворушний характер
- Кішка з Бородянки — кішка, яку зняли з сьомого поверху розбомбленої російськими окупантами будівлі у Бородянці, де вона прожила близько двох місяців.

### Зірки інтернету

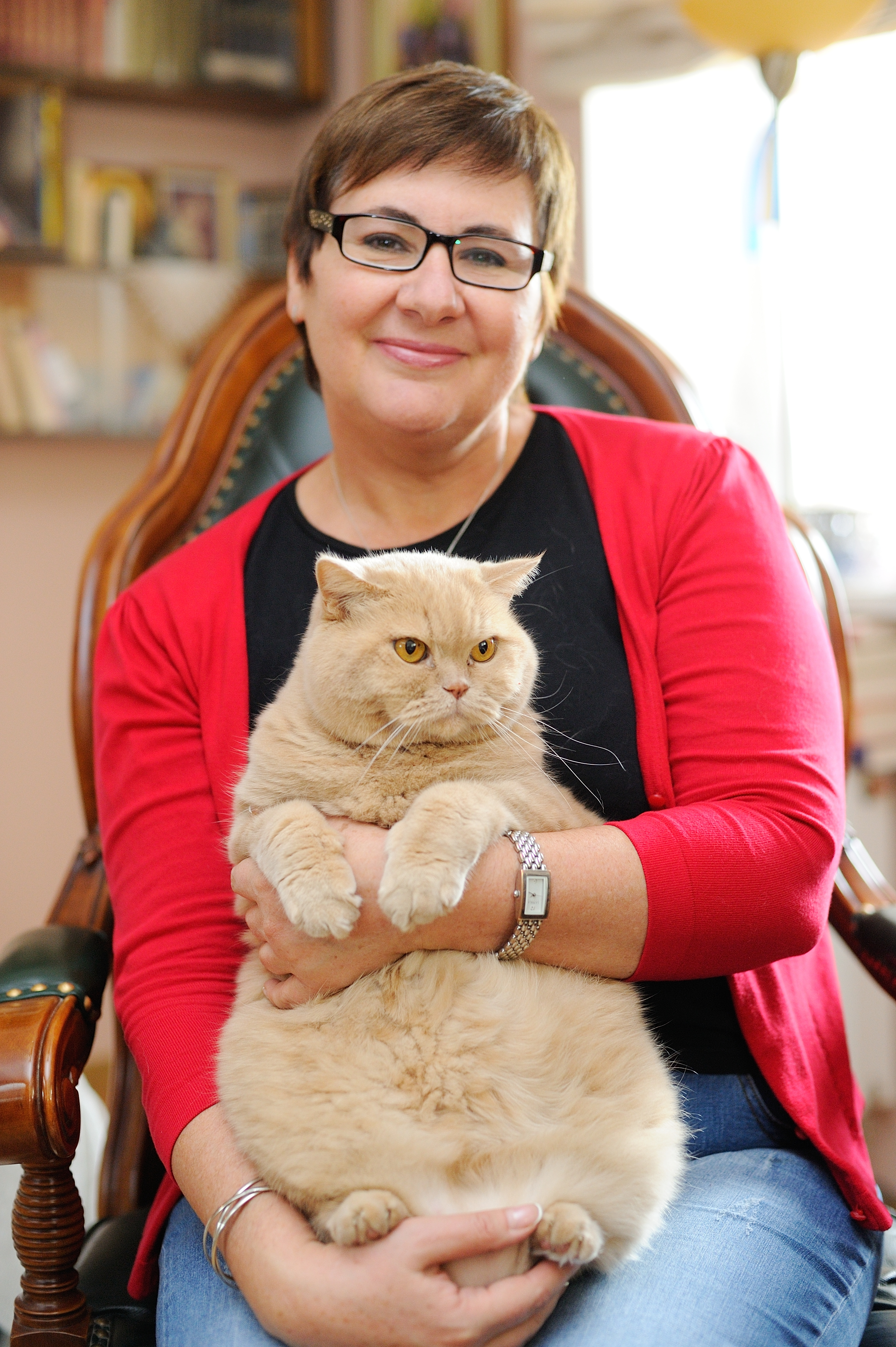
Наталка Діденко з котом Апельмоном

- Апельмон (Україна), зірка інтернету, «головний синоптик України», вихованець і улюбленець родини синоптика Наталки Діденко[16].
- Біла Кава, або містер Пушок (США), переміг рак. Громадський діяч[17]
- Грампі (США, справжнє ім'я Тардар Соус), знаменитість в Інтернеті, відома своїм злостивою мімікою.
- Дасті Клепто Кітті (США) домашня кішка породи сноу-шу, яка здобула популярність на початку 2011 року своїми діями «котячого злодюжки».[18]
- Лонгкат (2002—2020, Японія, також знана як Нобіко), Інтернет-мем, відомий своїм довгим тулубом.[19]
- Lil 'Bunny Sue Roux (США), кішка, яка народилася без передніх лап, пересувається на задніх лапах, живе повним життям.[20]
- Мару (Японія, яп. まる [mä.ɾɯ́] — букв. «круглий») — кішка породи шотландська прямовуха, героїня популярного відеощоденника на YouTube, відома пристрастю до коробок.
- Монті (DK), кіт народився без носової перегородки через вроджену хромосомної аномалію, врятований з притулку в трирічному віці, відомий своєю чарівною поведінкою. Зараз Монті дуже відомий кіт дуже популярний в соціальних мережах, у Монті навіть є свій мобільний додаток.[21]
- Знаменита Нікі (Росія, справжнє ім'я Niki), знаменитість в Інтернеті, відома своєю людською поведінкою, мімікою та пристрастю позувати для фото та відео у великій різноманітності незвичних поз.
- Нала Кіт (США), врятована з притулку у 5 місяців в 2011 році зірка Instagram, рекордсменка Книги рекордів Гінеса, громадський діяч[22]. Всі кошти від продажу мерчу (майок, кухлів, чохлів, хусток, сумок та іншого) із зображенням кішки йдуть в благодійні організації для допомоги бездомним тваринам.
- Кіт "Kebab Shop" (Велика Британія), кіт комедійного письменника Тома Фіппса, чий твіт про відвідування місцевого магазину шашликів, стало вірусним після його поширення письменником VICE Семом Кріссом на своїй сторінці[23].
- Кішка Зої, доктор філософії, була кішкою, акредитованою Американською асоціацією психотерапії, як складова дослідження в галузі психіатрії доктора Стіва Ейхеля[24].
- Тара (США), домашня кішка з Бейкерсфілда, штат Каліфорнія, яка врятувала чотирирічного хлопчика від нападу собаки в 2014 році, і стала "вірусною сенсацією в Інтернеті", коли були опубліковані кадри відеоспостереження[25].

### Зірки кіно і телебачення
- Оранджі — кіт-актор, який свого часу був справжньою знаменитістю. Він знявся в декількох фільмах, головним серед яких став «Сніданок у Тіффані». За цю роль він отримав аналог «Оскара» для тварин, премію Patsy. Оранджі єдиний кіт, якому вдалося двічі завоювати Patsy (1951, 1961), оскільки премію перестали вручати у 1986 році через відсутність фінансування.[26]
- Кіт Моріс — рудий кіт, врятований з притулку професійним дресувальником тварин Бобом Мартвіком, який став рекламним талісманом для котячих продуктів марки 9Lives, який з’являється на його упаковці та у багатьох телевізійних рекламних роликах 1969-1978 роках [27]. Персонаж кота Морріса — "найвибагливіший кіт у світі", який їсть лише котячу їжу 9Lives і робить це уподобання зрозумілим із жартівливо-сардонічними голосними коментарями, коли пропонується іншим брендам. Пізніше його грали інші коти.

### Зірки книжок
- Боб, бродячий рудий кіт, який був знайдений пораненим в власному під'їзді і врятований лондонським вуличним музикантом Джеймсом Бовеном у 2007 році. Пригоди Боба та Бовена на вулицях Лондона стали предметом книги, опублікованої в березні 2012 року, «Вуличний кіт на ім’я Боб: Як одна людина та його кіт знайшли надію на вулицях».[28]
- Каспер, (1997 — 14 січня 2010), домашній кіт, який прославився поїздкою в автобусі № 3 у Плімуті, і надихнув книгу " «Каспер, що їде додому»[en].[29][30]
- Дьюї Рідмор Букс, бібліотечний кіт зі Спенсера, штат Айова. Герой книги Дьюї: Бібліотечний котик маленького міста, котрий торкнувся світу [31]
- Генрієтта, нині покійна кішка закордонного кореспондента New York Times Крістофер С. Рен, прославлена книгою "Кішка, яка охопила світ" (ISBN 0-684-87100-9 ).
- Ходж, улюблений кіт доктора Семюела Джонсона, описаний у книзі Джеймса Босвелла "Життя Джонсона", яка проливає світло на характер його власника.
- Джеффрі, герой вірша Крістофера Смарта.
- Пангур Бан, кіт, який надихнув невідомого ірландського ченця VIII (або IX) століття на написання однойменного вірша, в якому описано їх подібність.
- Дао, сіамська кішка, одна з головних персонажів книги Шейли Бернфорд «Неймовірна подорож»[en]
- Томасіна, героїня книги Пола Галліко «Томасина: Кішка, яка думала, що була богинею», екранізація — "Три життя Томасіни" 1964 року.

### Володарі світових рекордів
- Блеккі, кішка, яка успадкувала 15 мільйонів британських фунтів і, таким чином, стала найбагатшою кішкою в історії.[32]
- Полковник Няу, гімалайсько-перський мікс, який прославився на сторінках соціальних мереж своїм надзвичайно довгим хутром і скривленим обличчям. Станом на 2014 рік, він утримував світовий рекорд Гіннеса за найдовшою шерстю у кота (дев'ять дюймів). Помер 2014 року.
- Крем Пуф, рекордсмен-довгожитель серед котів (1967–2005). Належить Джейку Перрі.[33]
- Гіммі з Кернса, Австралія, найважча кішка, яка важила 21,3 кг (46,8 фунтів) на момент смерті в 1986 р.[33][34]
- Принц Чанк, короткошерстий кіт, який, як стверджується, важить сорок чотири фунти (на два фунти менше світового рекорду).
- Смокі, володар рекорду Гіннеса за "Найголосніше муркотіння домашнього кота".[35]
- Стюї, володар рекорду Гіннеса "Найдовший домашній кіт у світі" з серпня 2010 року до своєї смерті 4 лютого 2013 року.
- Тіффані Друга, найстаріша жива кішка (27 років), за даними рекордів Гіннеса.
- Towser "Mouser" (1963 — 1987) — кіт-офіційний мишолов лікеро-горілчаного заводу Glenturret у м. Кріфф, Шотландія, має рекорд Гіннеса за найбільшою кількістю спійманих мишей (28 899).[36]
- Фелікет, перша кішка, яка побувала у космосі і вижила після 15-хвилинного польоту та спуску парашутом. Фелікетт імплантували електроди в мозок, і записані нейронні імпульси передавались назад на Землю.[37]

### Зірки мореплавства
- Блекі — корабельний кіт на HMS Prince of Wales. Під час Другої світової війни він здобув світову популярність після того, як був сфотографований з Вінстоном Черчиллем після його таємної зустрічі з президентом США Франкліном Д. Рузвельтом у захищеному рейді. На честь успішного візиту Блекі перейменували на Черчілль.[38] Пізніше того самого року Блекі пережив потоплення Prince of Wales літаками ВПС імператорського флоту Японії, і його доставили в Сінгапур разом з моряками, які вижили. Під час евакуації Сінгапуру наступного року кота не змогли знайти і його подальша доля невідома (хоча є шанс, що він вже помер раніше).[39]
- Камуфляж — корабельний кіт на борту американського корабля берегової охорони LST на Тихоокеанському театрі Другої світової війни. Він став відомим завдяки тому, що намагався ловити трасуючі снаряди супротивника на палубі.[40]
- Чибблі — врятована з притулку для тварин кішка, яка стала "корабельною" на борту вітрильника Picton Castle і здійснила п'ять навколосвітніх подорожей. Вона стала знаменитістю й отримувала листи від шанувальників.[41] Чибблі померла 10 листопада 2011 року в Луненбурзі (Нова Шотландія). Вона здолала в морі понад 180 000 миль.
- Конвой — занесений в корабельну книгу, на повному забезпеченні кіт на борту HMS Hermione. Конвой загинув разом з 87-ма іншими членами екіпажу, коли 16 червня 1942 року німецький підводний човен U-205 торпедував і затопив Hermione.

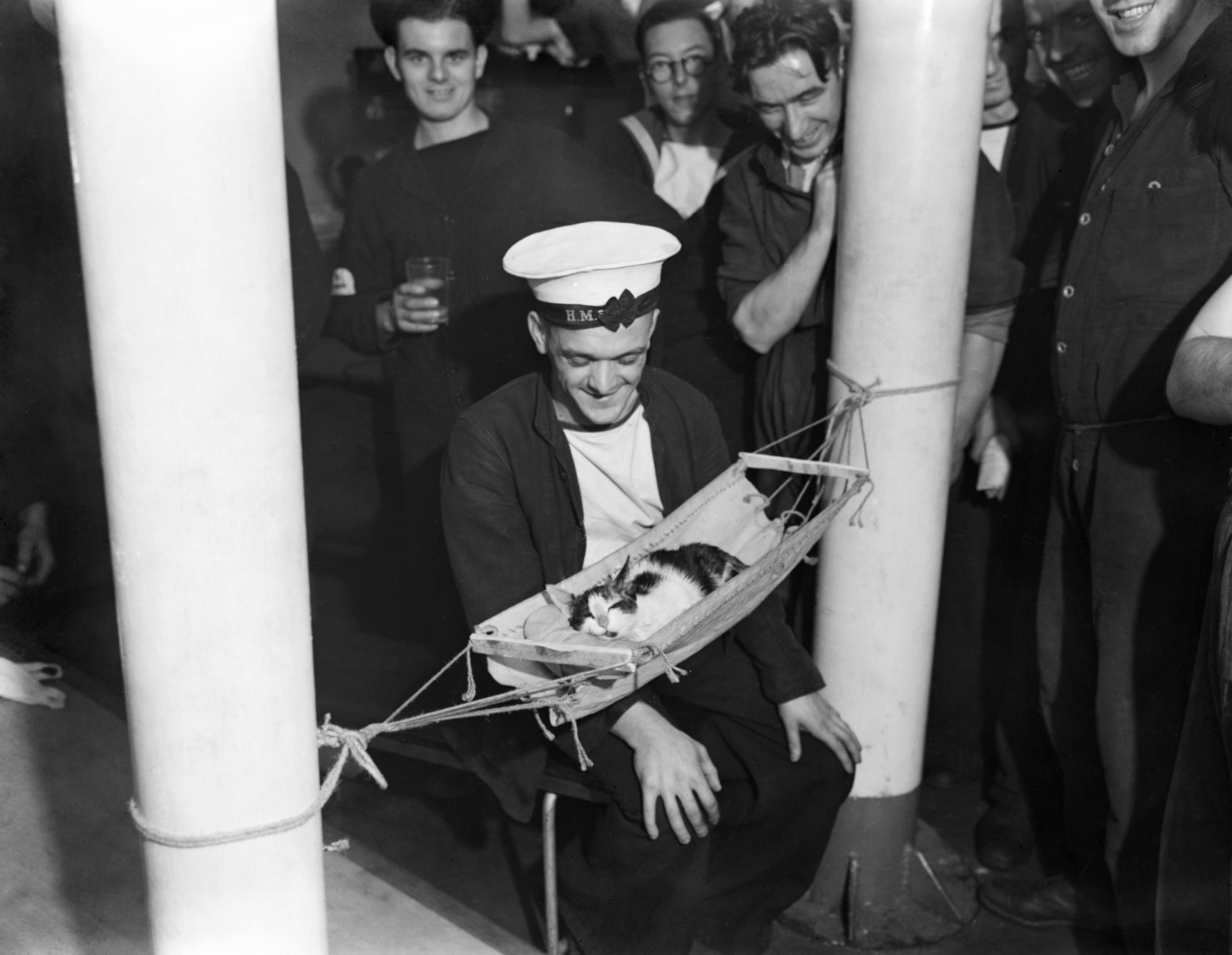
Конвой спить у гамаку на борту корабля HMS Hermione, а члени екіпажу дивляться на нього

- Еммі — корабельна кішка кольору "помаранчевий таббі" на канадському пасажирському лайнері RMS Empress of Ireland. До цього впродовж двох років не пропустивши жодного рейсу 28 травня 1914 року Еммі покинула корабель і після того як один зі стюардів повернув її на корабель, знову втекла на берег, що розцінювалося як знамення біди.[42]. Сидячи даху одного з приміщень на пірсі 27, Еммі провела корабель в останній рейс, оскільки наступного ранку під час сильного туману Empress of Ireland зіткнулася з СС Storstad в гирлі Річки Святого Лаврентія і стрімко затонула, забравши з собою під воду понад 1000 осіб.
- Фелікс — корабельний чорно-білий кіт на борту Mayflower II, коли той відплив з Девона (Англія) до Плімута (штат Массачусетс) 1957 року як символ солідарності між Великою Британією і США після Другої світової війни. Кіт мав свій власний рятувальний жилет і одного разу зламав лапу після аварії. Лапу зафіксував судновий лікар. Після прибуття корабля до США фотографії та розповіді про Фелікса з'явився в журналах National Geographic, Лайф і Yankee, кіт знайшов родину на суші. 2007 року письменник Пітер Аренстам присвятив Феліксу дитячу книжку «Пригоди Фелікса на борту Мейфлауера II» (Felix and His Mayflower II Adventures).[43]
- Дженні — корабельна кішка на Титаніку. Про неї сказано в спогадах кількох членів екіпажу, які пережили катастрофу лайнера 1912 року. Вона була переведена з корабля-близнюка Титаніка Олімпік [44] Стюардеса Вайолет Джессоп пізніше писала у своїх мемуарах, що кішка "поклала кошенят поруч з корабельним кухарем Джимом, який до неї ласкаво ставився."[45][46] Дженні та її кошенята пішли на дно разом з кораблем.
- Місіс Чіппі  — корабельна кішка на борту Енд'юренс, на якому сер Ернест Шеклтон здійснив свою Імперську трансантарктичну експедицію. Коли корабель загинув, затиснутий і зрештою розчавлений крижаними торосами, Шеклтон наказав застрелити упряжних собак і Місіс Чіппі, оскільки вирішив, що тварин не можна брати в такий нелегкий шлях, який чекав на нього попереду.

- Нансен — корабельний кіт на борту RV Belgica, на якому подорожувала Бельгійська антарктична експедиція. Названий на честь Фрітьофа Нансена. Його доставив на борт юнга Юхан Корен. Помер 22 червня 1898 року[47] і похований в Антарктиці.[48]

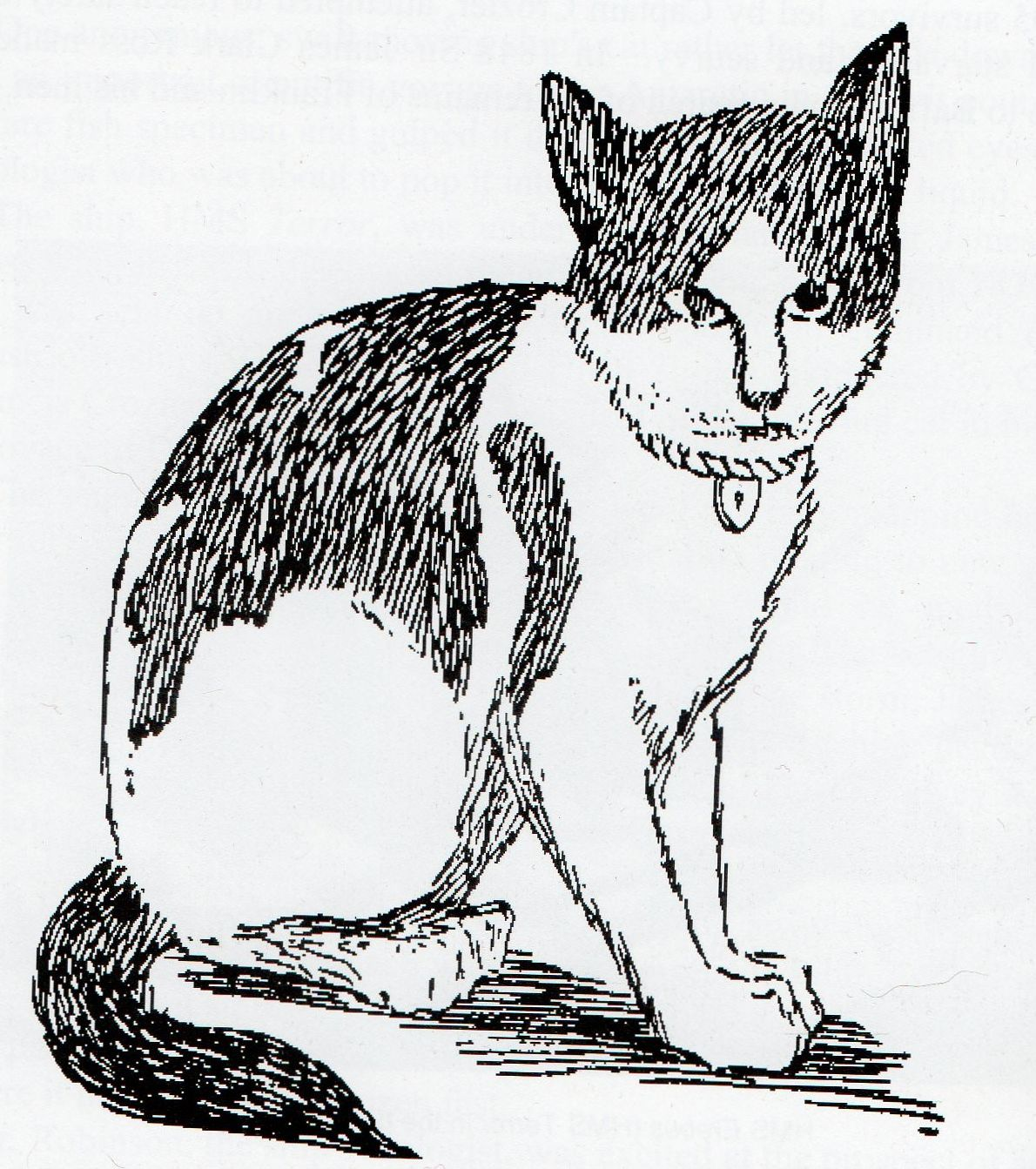
Зображення Нансена роботи Йохана Корена

- Пулі  — (англ. Pooli) служила на десантному кораблі ВМС США під час Другої світової війни [49]. Нагороджена трьома орденськими планками і чотирма зірками за службу[50].

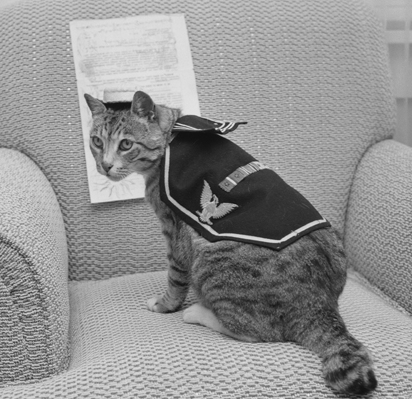
Пулі 4 липня 1959 року, вдягнута в свою "уніформу" військово-морського флоту США

- Рінда  — корабельний кіт на норвезькому вантажному судні SS Rinda, якого торпедували й потопили під час Другої світової війни. Морський тральщик HMT Pict підібрав його разом з вцілілими членами екіпажу. Кіт залишився на борту HMT Pict, де його назвали Рінда на честь потонулого корабля.[51]

- Тіддлз — корабельний кіт низки авіаносців Королівського флоту. Він народився на борту HMS Argus, і пізніше приєднався до HMS Victorious. Він часто сидів на своєму улюбленому місці, кормовому кабестані, де грався з канатом. У підсумку він здолав понад 30 000 миль (48 000 км) упродовж свого часу служби.
- Трім — корабельний кіт низці суден під командуванням Метью Фліндерса, коли той здійснював свої подорожі 1801-1803 років, з метою обігнути і нанести на карту узбережжя Австралії. Він став улюбленцем екіпажу і першим котом, який обігнув Австралію. Він залишався з Фліндерсом до самої смерті. Пізніше на честь Тріма спорудили скульптуру, яку встановлено на зовнішньому підвіконні Державної бібліотеки в Сіднеї (Австралія). Став героєм низки літературних творів.

- Непотоплюваний Сем спочатку мав ім'я Оскар і був корабельним котом на німецькому лінкорі Bismarck. Його називають Непотоплюваний Сем завдяки трьом пережитим потопленням кораблів. Найвідоміший талісман британського Королівського флоту. Докладніше: Непотоплюваний Сем

- Кіт Саймон (близько 1947 — 28 листопада 1949) — корабельний кіт з військового шлюпа «Аметист» (англ. HMS Amethyst) Королівського флоту Великої Британії. 1949 року, після поранення шрапнеллю під час збройного інциденту на річці Янцзи був нагороджений вищою військовою нагородою Великої Британії для тварин — медаллю Марії Дікін — за підняття морального духу екіпажу і збереження корабельних припасів від пацюків. Також отримав відзнаку «Кіт — відмінник морської служби».

### Герої
- Скарлетт (англ. Scarlett; 1995 — 11 жовтня 2008) — колишня безхатня кішка з Брукліна, що прославилася самовідданістю під час рятування власних кошенят при пожежі. У процесі гасіння пожежний Девід Джаннеллі (англ. David Giannelli) побачив кішку, яка витягала з гаража, що палав одного за іншим кошенят. Сама кішка при цьому вже сильно постраждала від вогню: були сильно обпалені вуха і лапи, обпалена морда, згоріла майже вся шерсть, очі були покриті пухирями. Скарлетт була нагороджена за хоробрість британським Королівським товариством по запобіганню жорстокому поводженню з тваринами (British RSPCA, Royal Society for the Prevention of Cruelty to Animals).[52][53] На її честь присуджують Премію за героїзм тварин імені Скарлетт (англ. Scarlett Award for Animal Heroism), якою нагороджують тварин, які вчинили героїчні вчинки на благо людей чи інших тварин [54].

## Домашні улюбленці відомих людей
- Бімбо, кіт, який належав Макаріосу III під час британського перебування у вигнанні на Сейшельських островах.[55]
- Катаріна, домашня черепахова кішка Едгара По, яка надихнула його на оповідання " Чорний кіт "
- Чеддар, який належить колишньому прем'єр-міністру Канади Стівену Харперу.[56]
- Делайла, кішка, що належала фронтмену гурту Queen Фредді Мерк'ьюрі ; Меркурій віддав данину Далілі в альбомі «Innuendo» 1991 року піснею «Delilah» (укр. «Делайла»).[57] Пісня вийшла як сингл лише в Таїланді, де досягла першої позиції в чартах. У Мерк'юрі було близько 11 кішок, однак Делайла була його улюбленицею.
- FDC Willard, псевдонім Честера, кота Джека Х. Гетерінгтона, який вказав кота співавтором кількох робіт з фізики з 1975 по 1980 рік [58]

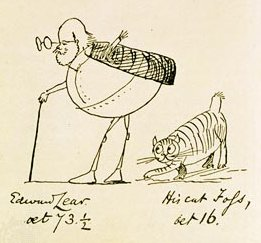
Едвард Лір, 73 з половиною роки, і його кіт Фосс, 16 років (1885)

- Фосс, кіт англійського художника, ілюстратора, музиканта, письменника і поета, відомого своїми літературними нісенітницями в поезії та прозі, і особливо своїми лімериками Едварда Ліра. Герой багатьох його малюнків, деякі опубліковані в "Геральдичному блазоні кота Фосса" ; прототип киці у віршв "Сова і кицька" [59]
- Jellylorum, кішка Т. С. Еліота, увічнена в книзі Котознавство від Старого Опосума[60]
- Джок, рудий кіт, який був компаньйоном Вінстона Черчилля в останні роки його життя. Джок був улюбленцем Черчилля — він спав разом зі своїм господарем і їв з ним в один час. За заповітом Черчилля рудий кіт, схожий на Джока I, повинен постійно жити в його резиденції.[61]
- Сорміс — улюблений кіт кардинала Рішельє, якому належало чотирнадцять котів. Історик Марк Брайант навіть наводить ще кілька прізвиськ: Люцифер, Газет, Ракан і Перруке (близнюки), Серполет, Пірам, Тісбе, Людовик Жорстокий.[62]
- Мінуш, Блоха і Куссі — улюбленці французького художника і скульптора Анрі Матісса